# Кіровоградолія ТЕЦ
ТЕЦ Кіровоградолія — промислова теплоелектроцентраль виробника соняшникової олії ПАТ «Кіровоградолія». ТЕЦ покриває власні потреби підприємства у тепловій та електричній енергії. Надлишок виробленої електроенергії постачається в енергомережу України.
Початок спорудження станції відповідно до проєкту розпочався у вересні 2006 р. Період спорудження продовжувався з вересня 2006 до грудня 2007 рр. Датою запуску підприємства відповідно до проєкту мав бути грудень 2007 р. Однак, через організаційно-технічні та фінансові проблеми на станції офіційний запуск проєкту відклався до 27 квітня 2009 р. Ліцензію на виробництво електричної енергії й постачання її в загальнодержавну мережу підприємство отримало 15 вересня 2011 року.

### Теплоелектроцентраль
Виробничі потреби підприємства ВАТ «Кіровоградолія» включають потреби у насиченій парі для пресування насіння та виробництва олії, а також потреби у електроенергії для забезпечення роботи заводського обладнання (пресів, сушарок, конвеєрів, тощо). Для виробництва пари встановлено три котли виробництва ПАТ «АК Сатер» (Україна) на лушпинні. Четвертий котел має можливість працювати як на лушпинні, так і на природному газі для забезпечення на деякий час стабільної роботи паросилового господарства при тимчасовій відсутності лушпиння як палива. Витрата газу контролюється лічильником газу. Витрата теплоносія (води) у котлах контролюється окремо для кожного котла встановленими на лініях витратомірами-діафрагмами. Пара, що виробляється котлами, потрапляє у колектор пари високого тиску, звідки розподіляється на парову турбіну типу Mv550G (виробник «PBS-Energo», Чехія) та технологічні потреби підприємства. Пара на технологічні потреби редукується після колектору високого тиску до тиску 10 бар та температури 198 °C і використовується на потреби екстракційного та підготовчого цехів підприємства.
Для контролю теплового потенціалу пари на лінії встановлюються манометр, термоперетворювач та витратомір (діафрагма). Вся інша пара з максимальними параметрами Р=39 бар та Т=290 °C потрапляє на турбіну, що працює у конденсаційному режимі, забезпечуючи власні потреби підприємства у електричній енергії. Перед турбіною також встановлюються манометр, термоперетворювач та витратомір для визначення теплового потенціалу пари. Відпрацьована після турбіни пара, а також частина пари з колектору високого тиску (максимальний тиск 40 бар) потрапляє у колектор середнього тиску (10 бар). Частка вторинної пари у колекторі середнього тиску використовується на технологічні потреби, інша частка скидається у вигляді конденсату в довкілля. На обох лініях встановлені теплові лічильники, що визначають тепловий потенціал кожного потоку. Відпрацьована пара з випарника та виробництва повертається у цикл у вигляді конденсату, збираючись у конденсатозбірнику, виробника «Bronsverk Heat Transfer» (Чехія).
Підживлення циклу живильною водою відбувається завдяки конденсату з випарника, конденсатора, частини з виробництва та зі станції хімводоочищення, що подаються до системи насосами виробництва «Енергомаш» (Україна).
Електроенергія контролюється по двом потокам: загальновироблена та на власні потреби ТЕЦ. На обох лініях встановлено окремі електролічильники.

### Інвестиції та екологія
Вартість проєкту — 240 млн грн. Спалювання однієї тони лушпиння соняшника заощаджує 500 м³ природного газу, всього за місяць ТЕЦ використовує як паливо в середньому 5 000 тонн біомаси. Скорочення викидів ПГ упродовж чотирьох років у СО2-еквіваленті — 227 720 тонн.